# Ford Escort RS Cosworth

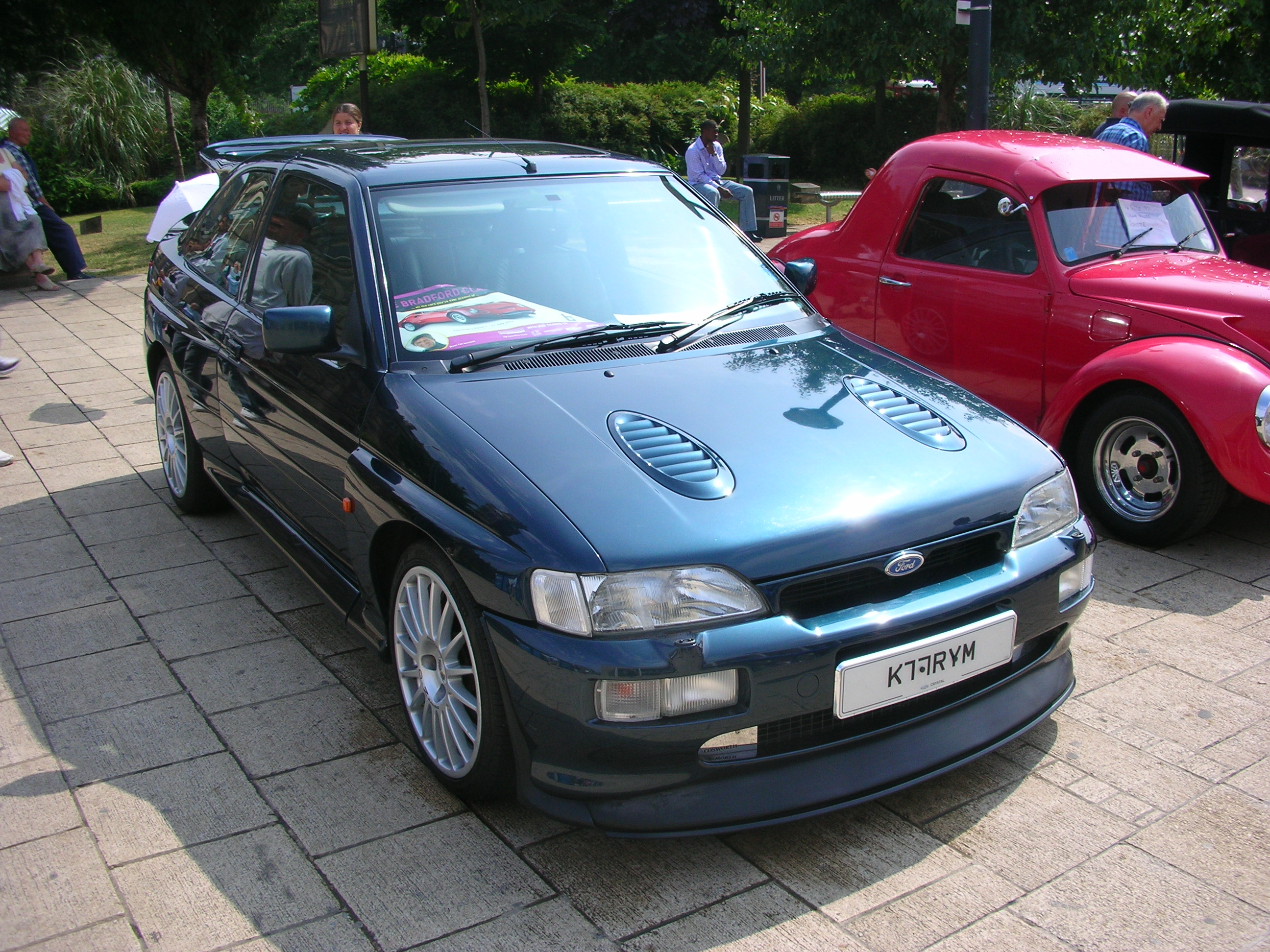
De Ford Escort RS Cosworth straatversie

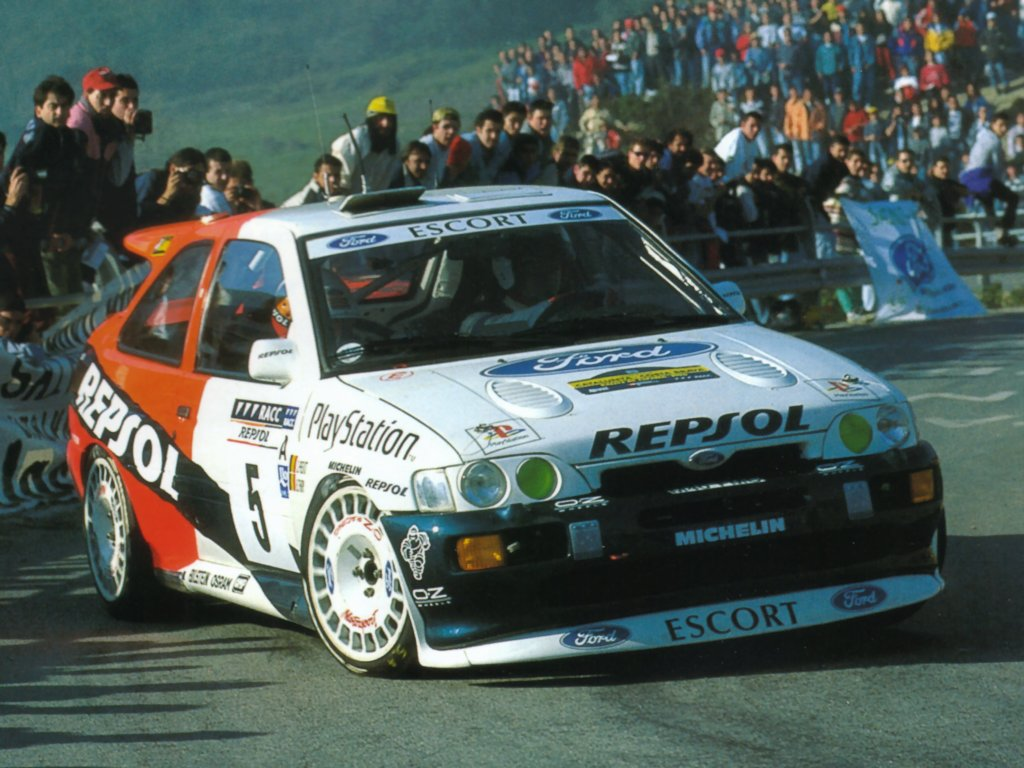
De competitieve versie van de Escort RS Cosworth

De Ford Escort RS Cosworth is een sportieve versie van de Ford Escort (Mark V), die werd ontworpen ten goede zich te kwalificeren voor een Groep A auto in het Wereldkampioenschap Rally, waar het in deelnam tussen 1993 en 1998. De straatversie werd tussen 1992 en 1996 in gelimiteerde nummers geproduceerd.
De auto werd ontwikkeld vanuit het chassis en de mechaniek van de Sierra RS Cosworth, om op die manier de grotere Cosworth motor en transmissie erin te huisvesten, en dit aan te kleden met de Escort body panelen. De 2-liter turboaangedreven motor werd voorin geplaatst en putte daar in de straatversie 226 Pk uit. De groep A rallyversies hadden officieel 300 Pk en in sommige rally's zelfs 400 Pk.
Zowel de straat- als de rallyversies hebben permanente 4x4 aandrijving. In het WK Rally ontbrak uiteindelijk een constructeurstitel voor Ford, maar won het tussen 1993 en 1996 wel acht WK-rally's, en in 1997 en 1998 met de World Rally Car versie, de Ford Escort WRC, won het nog twee keer, voordat deze werd vervangen door de Ford Focus RS WRC.